# Christian Vachon
Christian Vachon (* 29. Dezember 1958) ist ein ehemaliger französischer Judoka. Er war 1987 Europameisterschaftszweiter in der offenen Klasse.

## Sportliche Karriere
Christian Vachon war 1978 Dritter der Junioreneuropameisterschaften im Halbschwergewicht. Er gewann drei französische Meistertitel: 1983 im Halbschwergewicht, 1985 in der offenen Klasse und 1986 im Schwergewicht.
Sein erstes großes internationales Turnier waren die Weltmeisterschaften 1985 in Seoul. Dort belegte er den fünften Platz in der offenen Klasse, nachdem er erst im Halbfinale gegen den Japaner Yoshimi Masaki verloren hatte. Anfang 1986 gewann er im Finale des Tournoi de Paris gegen den westdeutschen Judoka Alexander von der Groeben. Bei den Europameisterschaften 1986 wird Christian Vachon in einigen älteren Fundstellen als Dritter in der offenen Klasse genannt, in der aktuelleren Datenbank von judoinside.com wird diese Medaille seinem Bruder Roger Vachon zugeordnet. Ein Jahr später erreichte Christian Vachon das Finale der Europameisterschaften 1987 in Paris und unterlag Grigori Weritschew aus der Sowjetunion. Bei den Mittelmeerspielen 1987 in Latakia gewann Christian Vachon zwei Silbermedaillen. Sowohl im Schwergewicht als auch in der offenen Klasse unterlag er im Finale dem Ägypter Mohamed Ali Rashwan. Im November 1987 fanden die Weltmeisterschaften in Essen statt. Christian Vachon trat im Schwergewicht an und verlor seinen Auftaktkampf gegen den Südkoreaner Kim Kun-soo. 1989 und 1990 erreichte er noch jeweils den dritten Platz beim Tournoi de Paris.
Christian Vachon stand häufig im Schatten seines ein Jahr älteren Bruders Roger, der meist im Halbschwergewicht kämpfte, aber auch gelegentlich in der offenen Klasse antrat. Christian Vachon ist verheiratet mit der Judo-Olympiasiegerin Catherine Fleury-Vachon.